# Павсаній (цар Спарти)
Павсаній (дав.-гр. Παυσανίας; д/н — бл. 385 до н. е.) — цар Спарти в 445—426 і 409—395 роках до н. е.

## Життєпис
Походив з династії Агіадів. Син царя Плістоанакта. Народився за декілька років до 445 року до н. е., коли його батька було позбавлено трону і вигнано зі Спарти. Оскільки Павсаній був немовляв, то регентом став його стрийко Клеомен. У 426 році до н. е. після повернення батька передав йому владу.
У 408 році до н. е. вдруге став царем після смерті Плістіонакта. В цей час тривала Пелопоннеська війна. У 405 році до н. е. вдерся до Аттики на допомогу спартанському цареві Агісу II, що взяв в облогу афіни, і наварху Лісандру, який блокував порт Пірей. 404 року до н. е. Афіни капітулювали.
По поверненню до Спарти вступив у протистояння з Лісандром. При цьому Павсаній спирався на підтримку ефорів. У 403 році до н. е. військо Тридцяти тиранів зазнало поразки в битві при муніхії від Фрасібула, очільника демократів. В результаті в афінах владу захопила олігархічна колегія Десяти. Останні звернулися по допомогу до Павсанія, а поваленні Тридцять тиранії — до Лісандра.
Спочатку до Аттики рушив Лісандр, а потім — Павсаній. Спочатку він захопив у демократів Пірей. Потім за його ініціативою почалися переговори між демократами і помірними олігархами. Сторони дійшли згоди про необхідність примирення на умовах взаємної амністії. При цьому Афіни зберегали союз зі Спартою.
Не всі спартанці підтримали дії царя, побоючись відродження потуги Афінського полісу. Після повернення до Спарти Павсанія було притягнуто до суду. Взимку 403/402 року до н. е. його було виправдано перевагою у 4 голоси, які усі належали ефорам. При цьому проти нього голосував цар Агім II і половина геронтів.
У 395 році до н. е. проти спартанців об'єдналися Афіни, Аргос, Фіви і Коринф, яких підтримала Персія. Почалася так звана Коринфська війна. Приводом став конфлікт між Фокидою і Локрами. Як союзник першої Спарта вирушила на допомогу. Останніх підтримала антиспартанська коаліція.
Павсаній повиненн був біля міста Галіарт об'єднатися з військом на чолі із Лісандром. Той, першим прибувши на місце, переконав владу міста Орхомена вийти з Беотійського союзу, але у битві біля міста Галіарт Лісандр, недочекавшись Павсанія, загинув. Павсаній, прибувши день по тому, забрав тіла мертвих спартанців і повернувся до Спарти. Там він був підданий судовому переслідуванню за те, що був не в змозі прибути і підтримати Лісандра. Він втік до Тегеї перш, ніж його б визнали винним ізасудили до страти. Новим царем став його син Агесіполід I.
У вигнанні написав твір, що не зберігся, спрямований проти своїх політичних супротивників, які на думку Павсанія викривляють давні спартанські закони. Помер Павсаній в Тегеї близько 385 років до н. е.